# دوروثي ويبل
دوروثي ويبل (بالإنجليزية: Dorothy Whipple)‏ (1893، بلاكبرن في المملكة المتحدة - 1966، بلاكبرن في المملكة المتحدة)؛ كاتِبة وروائية بريطانية.

## روابط خارجية
- دوروثي ويبل على موقع الموسوعة البريطانية (الإنجليزية)